# Berisina maculipennis
Berisina maculipennis är en tvåvingeart som beskrevs av Malloch 1928. Berisina maculipennis ingår i släktet Berisina och familjen vapenflugor. Inga underarter finns listade i Catalogue of Life.